# 안중식
안중식(安中植, 1861년 8월 28일 - 1919년 11월 2일)은 조선 후기와 일제강점기의 화가로, 본관은 순흥, 호는 심전(心田)이다.
도화서 출신인 그는 양천군수와 통진군수를 지냈으며, 1881년에 조석진과 함께 관비생으로 중국 유학을 다녀왔다. 고종 순종의 어진을 그렸으며 이후 1911년에 소림 조석진과 함께 조선서화미술회 교수로 활동하였으며, 1918년에 서화협회를 조직하여 회장을 지냈다.
오원 장승업에게 그림을 배운 그는 산수와 인물, 화조를 잘 그렸으며, 시와 서예에도 능했다. 그의 주요 작품으로 《산수도》와 《군작도》, 《백악춘효도》, 《도원문진도》, 《성재수간도》, 《영광풍경》 등이 있다.
그의 제자로는 한국 최초의 서양화가라는 춘곡 고희동, 한국 최초로 1컷짜리 시사만화를 그렸던 관제 이도영, 한국화단에 김기창 장우성 이유태 조중현 등 수많은 제자를 양성한 이당 김은호, 손기정 선수의 가슴에서 일장기를 지우고 동아일보에 게재했던 청전 이상범, 겸재 정선 이후 최고의 진경산수화가라는 소정 변관식, 스승인 심전心田의 아호에서 心자를 하사 받은 심산 노수현 등 서화미술회에서 소림 조석진과 함께 조선시대에서 일제강점기까지 한국화단의 맥을 탄탄하게 이어준 핵심적인 화가이다. 

33인 중의 위창 오세창과 우당 권동진이 3월 2일까지도 집에 놀러올 정도로 민족대표들과 가까이 지냈던 심전은 3.1 독립만세운동 과정에서 일제에 체포되어 함께 참여한 동료 제자들을 밝히라고 고문을 받아 1919년 11월 2일(음력 9월 10일) 서대문 형무소에서 병사하였다고 한다. 
- 백악춘효 - 등록문화재 제485호